# Возвращение в прах
«Возвращение в прах» — художественный драматический фильм китайского режиссёра Ли Жуйцзюня, премьера которого состоялась в феврале 2022 года на 72-м Берлинском кинофестивале. Главные роли в нём сыграли У Жэньлинь и Хай-Цин. Картина имела успех в прокате, но была запрещена китайской цензурой.

## Сюжет
Действие фильма происходит в 2011 году в сельской местности китайской провинции Ганьсу. Двое людей средних лет, бедный крестьянин Ма Юте и женщина-инвалид Цао Гуйин, заключают фиктивный брак по расчёту. Постепенно они сближаются, но однажды Гуйин падает в канал и тонет. В финале заметны намёки на то, что Юте после этого покончил с собой. Из-за китайской цензуры финальные сцены были изменены, так что мотив самоубийства исчез.

## В ролях
- У Жэньлинь — Ма Юте
- Хай-Цин — Цао Гуйин[4][5]

## Релиз и оценки
Премьера картины состоялась в феврале 2022 года на 72-м Берлинском кинофестивале. В августе «Возвращение в прах» показали на кинофестивале в Эдинбурге, 8 июля оно вышло в китайский прокат. К сентябрю фильм стал самым успешным в Китае, его касса составила 100 миллионов юаней при бюджете в 2 миллиона. 26 сентября картина была изъята из потоковых сервисов, её упоминания в китайских социальных сетях были запрещены. Причины этого остались неизвестными.
На сайте-агрегаторе отзывов Rotten Tomatoes «Возвращение в прах» получило рейтинг 95 % со средней оценкой 7,8 из 10. Джессика Кианг из Variety описала его как «поглощающую, прекрасно оформленную драму, которая делает простоту добродетелью». Анна Смит из Deadline Hollywood отметила, что фильм не всегда прост для просмотра, но он «излучает тепло и вызывает сочувствие». По мнению российского кинокритика Елены Плаховой, «Возвращение в прах» «пронизано поэзией и нежностью в сочетании с социальной рефлексией и даже своеобразным юмором».